# Allan Arbus
Allan Arbus (* 15. Februar 1918 in New York City; † 19. April 2013 in Los Angeles, Kalifornien) war ein US-amerikanischer Schauspieler und Fotograf.

## Leben
Allan Arbus lernte das Fotografieren bei der US-Armee während des Zweiten Weltkriegs. Danach war er als Fotograf in New York City tätig und betrieb ab 1946 ein Werbefotostudio mit seiner Frau Diane, mit der er seit 1941 verheiratet war. Das Paar hatte zwei Kinder, Doon (* 1945) und Amy (* 1954). Diane Arbus schied 1957 aus der Arbeit im Studio aus. Das Paar trennte sich 1959, die Ehe wurde 1969 geschieden. Allan führte das Studio allein weiter, nahm aber nebenbei Schauspielunterricht.
1961 hatte er seine erste Rolle des Doktors in dem Musicalfilm Hey, Let’s Twist. Bekannt wurde er durch die Rolle des Militärpsychiaters Major Sidney Freedman in der Fernsehserie MASH, in der er in 12 Folgen auftrat. In dieser Zeit spielte er auch größere Rollen in Kinofilmen, wie etwa als Mafioso in Coffy – die Raubkatze (1973). Neben anderen kleineren Filmrollen wie in Damien – Omen II hatte er zudem immer wieder Gastrollen in TV-Serien wie Hawaii Fünf-Null, Quincy, Matlock, und Hunter.
In der Verfilmung Fur: An Imaginary Portrait of Diane Arbus wurde Arbus von Ty Burrell verkörpert. 1977 heiratete Arbus die Schauspielerin Mariclare Costello.

## Filmografie (Auswahl)
- 1961: Twist… daß die Röcke fliegen (Hey, Let's Twist)
- 1969: Putney Swope
- 1973–1983: MASH (Fernsehserie)
- 1973: Coffy – die Raubkatze (Coffy)
- 1973: Zapfenstreich (Cinderella Liberty)
- 1977: …die keine Gnade kennen (Raid on Entebbe)
- 1978: Damien – Omen II (Damien: Omen II)
- 1979: Working Stiffs (Fernsehserie, 8 Folgen)
- 1979: Der elektrische Reiter (The Electric Horseman)
- 1980: Einmal Scheidung, bitte! (The Last Married Couple in America)
- 1981: The Gangster Chronicles (Fernsehserie)
- 1981: Boomer, der Streuner (Fernsehserie)
- 1981: Bis zum letzten Schuß (Gangster Wars)
- 1982: Quincy
- 1982: Cagney & Lacey (Fernsehserie)
- 1984: Keiner haut wie Don Camillo (Don Camillo) (Stimme)
- 1984: The Four Seasons (Fernsehserie)
- 1985: Hardcastle & McCormick (Fernsehserie)
- 1985: Alles hört auf mein Kommando (Volunteers)
- 1986: Crossroads – Pakt mit dem Teufel (Crossroads)
- 1987: Karriere mit links (From the hip)
- 1989: L.A. Law – Staranwälte, Tricks, Prozesse (Fernsehserie)
- 1990: Too Much Sun – Ein Stich zuviel (Too Much Sun)
- 1993: Law & Order (Fernsehserie, Staffel 3, Epis. 18 Mörderische Liebe)
- 1995: Lieberman in Love (Kurzfilm)
- 1999: Für alle Fälle Amy (Judging Amy; Fernsehserie, 3 Folgen)